# Niederosterwitz
Niederosterwitz ist eine Ortschaft in der Gemeinde St. Georgen am Längsee im Bezirk Sankt Veit an der Glan in Kärnten (Österreich). Die Ortschaft hat 28 Einwohner (Stand 1. Jänner 2024). Sie liegt auf dem Gebiet der Katastralgemeinde Osterwitz.

## Lage
Die Ortschaft liegt im Süden des Bezirks Sankt Veit an der Glan, südwestlich der Burg Hochosterwitz, in der Launsdorfer Senke sowie am nördlichen Fuß des Magdalensbergs.
Der Ort umfasst das Schloss Niederosterwitz und einige Häuser in dessen Umgebung. Es gibt die Hofnamen
- Schneiderhane (Nr. 4)
- Wirth (Nr. 10)
- Maurer (Nr. 11)
- Lassiner (Nr. 13)

## Geschichte
Die Gegend wurde schon in vorgeschichtlicher Zeit besiedelt. Am Rand des Gartens des heutigen Schlosses Niederosterwitz wurden Ende des 19. Jahrhunderts etwa 4000 Jahre alte Kupferbeile gefunden. Nördlich des Lassiner-Hofs befand sich eine römische Villa.
1321 wird Offtendorf (oder Afftendorf) erwähnt. Ende des 17. Jahrhunderts ließen die Khevenhüllers ein hier befindliches Herrenhaus schlossartig ausbauen; sie verlegten ihren Sitz von Burg Hochosterwitz in das neue Schlösschen, das den Namen Niederosterwitz erhielt. Um 1690 wurde die Schlosskapelle errichtet, um 1800 wurde das Schloss um den westlichen Flügel erweitert.
Auf dem Gebiet der Steuergemeinde Osterwitz liegend, gehörte der Ort in der ersten Hälfte des 19. Jahrhunderts zum Steuerbezirk Osterwitz. Seit der Gründung der Ortsgemeinden im Zuge der Reformen nach der Revolution 1848/49 gehört Niederosterwitz zur Gemeinde Sankt Georgen am Längsee.

## Bevölkerungsentwicklung
Für die Ortschaft zählte man folgende Einwohnerzahlen:
- 1869: 17 Häuser, 135 Einwohner[3]
- 1880: 14 Häuser, 129 Einwohner[4]
- 1890: 16 Häuser, 127 Einwohner (davon Niederosterwitz: 11 Häuser, 88 Einwohner; Kulmitz: 5 Häuser, 39 Einwohner)[5]
- 1900: 21 Häuser, 112 Einwohner (davon Schloss Niederosterwitz: 1 Haus, 3 Einwohner; Niederosterwitz: 16 Häuser, 75 Einwohner; Kulmitz: 4 Häuser, 34 Einwohner)[6]
- 1910: 15 Häuser, 111 Einwohner (davon Schloss Niederosterwitz: 1 Haus, 18 Einwohner; Niederosterwitz: 9 Häuser, 54 Einwohner; Kulmitz: 5 Häuser, 39 Einwohner)[7]
- 1923: 11 Häuser, 86 Einwohner (davon Schloss Niederosterwitz: 1 Haus, 2 Einwohner; Niederosterwitz: 6 Häuser, 46 Einwohner; Kulmitz: 4 Häuser, 38 Einwohner)[8]
- 1934: 82 Einwohner[9]
- 1961: 11 Häuser, 66 Einwohner (davon Schloss Niederosterwitz: 1 Gebäude, 3 Einwohner; Rotte Kulmitz 10 Häuser, 63 Einwohner)[10]
- 2001: 12 Gebäude (davon 10 mit Hauptwohnsitz) mit 12 Wohnungen; 35 Einwohner und 2 Nebenwohnsitzfälle; 12 Haushalte; 1 Arbeitsstätte, 4 land- und forstwirtschaftliche Betriebe[11]
- 2011: 10 Gebäude, 44 Einwohner, 14 Haushalte, 0 Arbeitsstätten[12]
- 2021: 10 Gebäude, 28 Einwohner, 11 Haushalte, 2 Arbeitsstätten[13]

## Ortschaftsbestandteile
Die Ortschaft wurde gelegentlich in die Ortschaftsbestandteile Schloss Niederosterwitz, Niederosterwitz und Kulmitz unterteilt. Unter Kulmitz verstand man früher jedenfalls mehr Häuser als lediglich den Lassiner-Hof, der heute in der Österreichischen Karte ÖK 50 mit Kulmitz bezeichnet wird; im Ortsverzeichnis 1961 fasste man unter der Bezeichnung Kulmitz sogar alle Häuser der Ortschaft Niederosterwitz mit Ausnahme des Schlosses zusammen.